# Glavoč bjelčić
Glavoč bjelčić (lat. Gobius bucchichi) je riba iz brojne porodice glavoča. Naziva se još i Bučićev glavoč/glamac po poznatom prirodoslovcu Grguru Bučiću. Dosta je brojan na našoj obali, nalazimo ga u samom plićaku, na dubinama do 5 m, a može ga se naći i u malim lokvama. Duguljastog je tijela. Bjelkaste je ili svijetlosmeđe boje, s malo tamnijim smeđim malim mrljama. Preko očiju ima tamnosmeđu crtu, a ista je vidljiva isprekidana bočno. Naraste do 10 cm a hrani se manjim organizmima koje može uhvatiti, te algama. Često se drži u kućnim morskim akvarijima. 

## Zanimljivost
Bjelčić je razvio poseban način obrane od grabežljivaca. Kada se osjeti ugroženim, on se ne skriva u rupe kao mnoge druge riblje vrste već zaštitu traži među žarnim nitima smeđe vlasulje (Anemonia sulcata), gdje siguran čeka dok opasnost prođe.

## Rasprostranjenost
Glavoč bjelčić živi u Mediteranu, te u malenom dijelu Atlantika, uz južni dio Portugala.

## Vanjske poveznice
|  | Zajednički poslužitelj ima stranicu o temi Gobius bucchichi    |
|  | Zajednički poslužitelj ima još gradiva o temi Gobius bucchichi |
|  | Wikivrste imaju podatke o taksonu Gobius bucchichi             |